# Gorazd de Prague
Saint Gorazd (Pavlik), né le 26 mai 1879 à Hrubá Vrbka (alors Empire d'Autriche-Hongrie) et mort exécuté le 4 septembre 1942 à Prague, fut un évêque orthodoxe tchèque, premier primat de l'Église orthodoxe des Terres tchèques et de Slovaquie.
Arrêté et exécuté par les Nazis en 1942, il fut canonisé par l'Église Orthodoxe en tant que martyr. Il est fêté le 4 septembre.

## Biographie

### Jeunesse et entrée en religion
Né sous le nom civil de Matej Pavlik le 26 mai 1879 dans le village de Hrubá Vrbka, il était le fils de paysans catholiques instruits. Après avoir terminé l'école primaire, ses parents l'envoient étudier au séminaire de la ville de Kromeriz, dont il est brillamment diplômé.
En 1898, il continue ses études à la Faculté de Théologie catholique d'Olomouc, dont il est diplômé en 1902. Il s'intéressera beaucoup pendant ses études à Saints Cyrille et Méthode, Apôtres des Slaves, et au Christianisme Orthodoxe.
Le 5 juillet de la même année, il est ordonné prêtre et dessert plusieurs paroisses avant de devenir en 1906 aumônier d'un hôpital psychiatrique de la ville de Kromeriz, charge qu'il occupera jusqu'en 1920. Il y sera très apprécié des patients et du personnel hospitalier.
Lorsque la Première Guerre mondiale éclate, le Père Matej est l'un des rares membres du clergé catholique romain de Moravie à ne pas soutenir l'attaque austro-hongroise contre la Serbie. À la même époque, il publie des articles dans les journaux appelant à la réforme de l'Église catholique.

### Entrée dans l'Orthodoxie et Épiscopat
La fin de la guerre et la création de la République Tchécoslovaque en 1918 marquent un changement dans le nouveau pays. Beaucoup de Tchèques se détachent du Catholicisme romain, trop lié pour eux au défunt Empire austro-hongrois. En janvier 1920, une partie libérale du clergé fonde une Église nationale indépendante du Pape, d'abord appelée "Église Tchécoslovaque", et se revendiquant d'inspiration hussite.
Le Père Matej soutiendra lui l'idée d'un retour aux dogmes de l'Orthodoxie. Attiré par la foi orthodoxe, il quittera à son tour le catholicisme romain en octobre 1920 après une mûre réflexion pour rejoindre l'Église Orthodoxe serbe.
Le 21 septembre 1921, il est tonsuré moine sous le nom monastique de Gorazd, en l'honneur de l'Évêque qui succéda à Saint Méthode en Moravie en 885. il est ensuite ordonné Hiéromoine.
L'Église serbe désire donner un évêque aux fidèles tchèques, et le 24 septembre 1921, il est consacré Évêque de Moravie-Silésie en la Cathédrale Saint-Michel de Belgrade.
Au cours des dix années suivantes, l'Évêque Gorazd et ses fidèles ont construit de nouvelles églises et organisé de nouvelles paroisses en Bohême, et dans d'autres régions tchécoslovaques. Les livres liturgiques ont été traduits en tchèque et le nombre de paroissiens a beaucoup augmenté. En septembre 1924, des étudiants tchécoslovaques sont partis étudier la Théologie en Serbie pour ensuite revenir et développer la mission orthodoxe locale. Néanmoins, l'Église a été victime de problèmes administratifs, notamment à cause de membres du gouvernement et d'organisations politiques hostiles à son expansion.
Au recensement de 1930, il y avait plus de 145 000 Orthodoxes en Tchécoslovaquie.

### Persécution nazie et mort

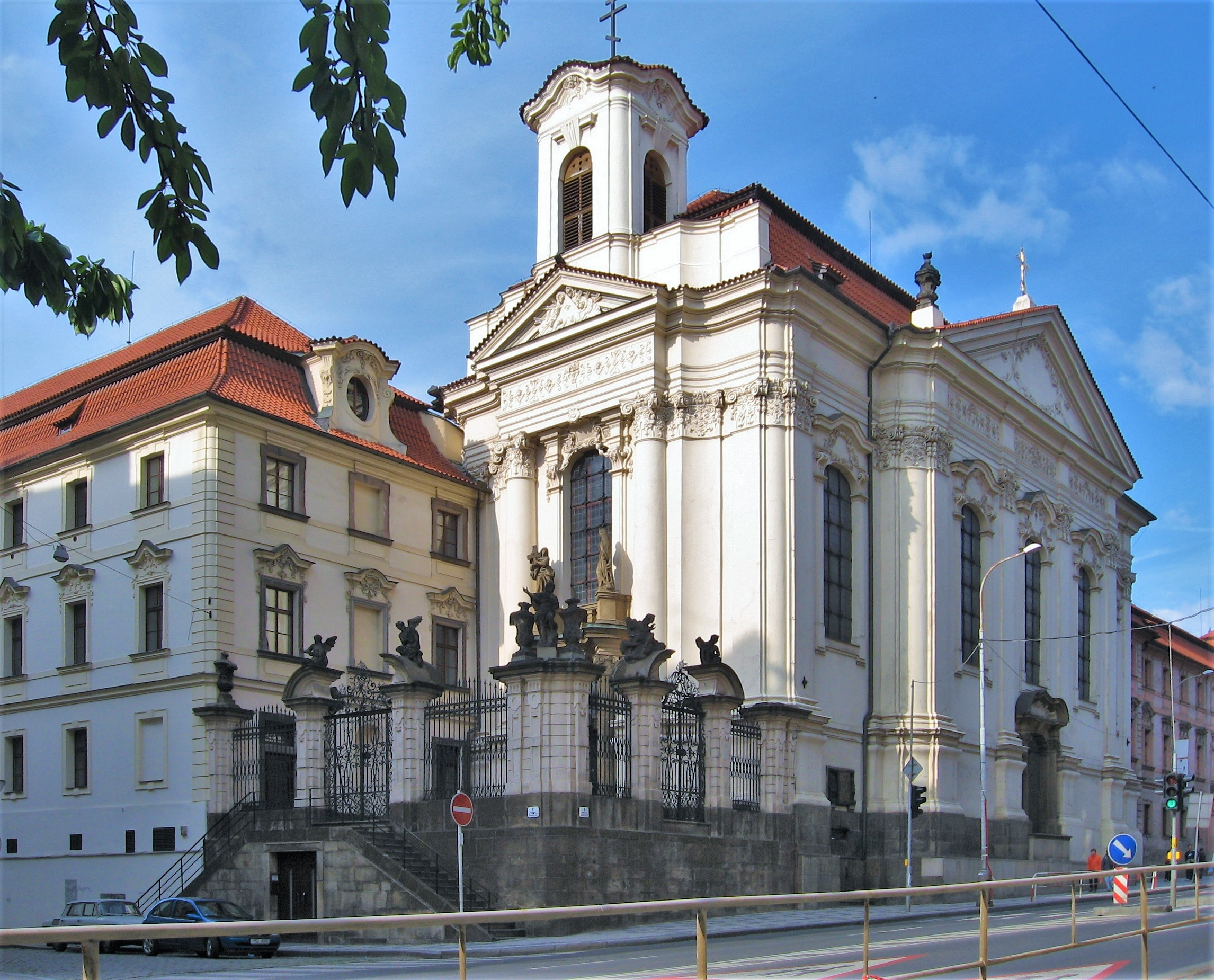
La cathédrale Saints-Cyrille-et-Méthode de Prague.

Après l'invasion de la Tchécoslovaquie par l'Allemagne en 1939, Reinhard Heydrich fut désigné vice-gouverneur du protectorat de Bohême-Moravie. Le 27 mai 1942, celui-ci est tué par des combattants tchèques alors que sa voiture passe à proximité de la cathédrale Saints-Cyrille-et-Méthode, siège de l'Evêque Gorazd. Ceux-ci se réfugient alors dans la crypte. Le 18 juin, ils sont dénoncés à la suite d'une trahison et tués par les nazis. Les mesures de représailles à l'encontre de l'église orthodoxe tchèque ne se font pas attendre : les deux prêtres et les sacristains de la Cathédrale sont arrêtés. Pour tenter d'arrêter les représailles, l'Evêque Gorazd prend alors l'entière responsabilité de ce qui est arrivé et en informe les autorités nazies, espérant ainsi par son sacrifice protéger le clergé et les fidèles.
Il est alors arrêté par la gestapo le 27 juin, emprisonné et torturé. L'église orthodoxe tchèque sera en outre complètement interdite par les autorités nazies, ses églises seront fermées, ses biens confisqués  et elle ne recommencera à exister qu'après la fin de la guerre. Beaucoup de membres de son clergé seront envoyés en travail forcé en Allemagne ou tués.
L'Evêque Gorazd est exécuté le 4 septembre 1942 par les nazis au champ de tir de Kobylisy, et son corps est brûlé.

## Canonisation et mémoire
Le 4 mai 1961, l'Église orthodoxe serbe reconnaît Mgr Gorazd comme nouveau Martyr. Il sera canonisé par l'Église orthodoxe tchèque en août 1987 en la Cathédrale Saint-Gorazd d'Olomouc, en présence d'Evêques du Patriarcat de Constantinople, de Serbie et de Russie.
- Un Monastère a été construit en 1992 à l'emplacement de sa maison natale[5].
- La République tchèque lui a décerné à titre posthume en 1997 l'Ordre de Tomáš Garrigue Masaryk, un des plus grands ordres honorifiques de l'état[4].
- Un mémorial a été créé en son honneur, et une plaque commémorative a été dressée sur les murs de la prison où il avait été retenu et torturé[6].
- Plusieurs rues portent son nom, notamment à Prague, Olomouc et Brno.